# Megobaralipton lansbergei
Megobaralipton lansbergei är en skalbaggsart som först beskrevs av Auguste Lameere 1909.  Megobaralipton lansbergei ingår i släktet Megobaralipton och familjen långhorningar. Inga underarter finns listade i Catalogue of Life.